# Walking with...
Walking with... (nota anche come La trilogia della vita) è una serie di cinque documentari prodotti dalla BBC e creati dalla società britannica Impossible Pictures, trasmessi tra il 1999 e il 2005. 

## Trilogia originale

### Nel mondo dei dinosauri
Titolo originale: Walking with Dinosaurs
Anno: 1999
La serie narra l'evoluzione e il successo dei dinosauri e delle creature del Mesozoico.

### I predatori della preistoria
Titolo originale: Walking with Beasts
Anno: 2001
Racconta la storia evolutiva dei mammiferi e degli uccelli nel Cenozoico.

### L'impero dei mostri - La vita prima dei dinosauri
Titolo originale: Walking with Monsters
Anno: 2005
Narra della vita nel Paleozoico, prima dei dinosauri.

### Gli uomini della preistoria
Titolo originale: Walking with cavemen
Anno: 2003
Narra dell'evoluzione dell'uomo e dei vari ominidi.

## Miniserie ed episodi speciali

### La ballata di Big Al
Titolo originale:  The ballad of Big Al
Anno: 2000
È un episodio speciale di Nel mondo dei dinosauri e parla della vita e della morte di Big Al, un Allosaurus.

### Il gigante dei giganti & Alla Ricerca dell'artiglio gigante
Titolo originale: Chased by Dinosaurs (Land of Giants & The Giant Claw)
Anno: 2002
Sono due episodi speciali della serie Nel mondo dei dinosauri dove si immagina che lo zoologo Nigel Marven sia tornato indietro nel tempo per scoprire il comportamento di diverse specie di dinosauri.

### Mostri del mare
Titolo originale: Sea Monsters – A Walking with Dinosaurs Trilogy
Anno: 2003
È una miniserie che vede Nigel Marven come protagonista e descrive la fauna marina preistorica.